# 英格蘭林務局
英格蘭林務局（英語：Forestry England）是英國林務委員會的一個部門，負責管理和推廣英格蘭的國有森林。

## 概述
英格蘭林務局成立的主要目標是通過種植和愛護森林，讓每個人都與國有森林產生關連，如此一來國有森林可供人們休憩，讓野生動物繁衍生息，讓企業成長。英格蘭林務局根據《林業法》運作，也是林務委員會的執行機構。
英格蘭林業局總部位於布里斯托。